# Copa da Ucrânia de 2013–14
A Copa da Ucrânia de 2013–14 foi a 23ª edição do torneio eliminatório organizado anualmente pela FFU. O campeão classifica-se para a UEFA Europa League 2014–15.

## Datas
| Fase                       | Data do sorteio                                                    | Data dos jogos                                                     |
| -------------------------- | ------------------------------------------------------------------ | ------------------------------------------------------------------ |
| Primeira rodada preliminar | 2 de julho de 2013                                                 | 24 de julho de 2013                                                |
| Segunda rodada preliminar  | 2 de julho de 2013                                                 | 7 de agosto de 2013                                                |
| Dezesseis avos de final    | 4 de setembro de 2013                                              | 25–26 de setembro de 2013                                          |
| Oitavas de final           | 27 de setembro de 2013                                             | 29–30 de outubro de 2013                                           |
| Quartas de final           | 23 de janeiro de 2014                                              | 26 de março de 2014                                                |
| Semifinais                 | 2 de abril 2014                                                    | 7 de maio de 2014                                                  |
| Final                      | 15 de maio de 2014 no Estádio Oleksiy Butovsky Vorskla, em Poltava | 15 de maio de 2014 no Estádio Oleksiy Butovsky Vorskla, em Poltava |

## Fases Preliminares

### Primeira Fase
Nesta fase entraram os finalistas da Copa Amadora mais 4 times da Terceira Divisão. As partidas foram disputadas no dia 24 de julho de 2013.
| Time 1                  | Resultado  | Time 2                    |
| ----------------------- | ---------- | ------------------------- |
| Nove Zhyttia Andriyivka | 0–1 (pro.) | Obolon-Brovar Kyiv        |
| FC Karlivka             | 4–0        | Makiyivvuhillya Makiyivka |
| ODEK Orzhiv             | 0–3        | Enerhiya Mykolaiv         |

Em itálico os times amadores.

### Segunda Fase
Nesta fase entraram 14 times da Terceira Divisão, 15 times da Segunda Divisão mais os 3 vencedores da primeira fase. As partidas foram disputadas no dia 7 de agosto de 2013.
| Time 1                          | Resultado             | Time 2                     |
| ------------------------------- | --------------------- | -------------------------- |
| Shakhtar Sverdlovsk             | 4–0                   | Krystal Kherson            |
| FC Karlivka                     | 2–4                   | Hirnyk Kryvyi Rih          |
| Real Pharma Ovidiopol           | 2–3 (pro.)            | Slavutych Cherkasy         |
| Hirnyk-Sport Komsomolsk         | 1–2                   | Enerhiya Mykolaiv          |
| UkrAhroKom Holovkivka           | 1–0                   | Naftovyk-Ukrnafta Okhtyrka |
| Olimpik Donetsk                 | 1–1 (pro.) (3–5 pên.) | PFC Oleksandria            |
| Dynamo Khmelnytskyi             | 0–2                   | Avanhard Kramatorsk        |
| Zirka Kirovohrad                | 2–1 (pro.)            | Stal Alchevsk              |
| FC Sumy                         | 0–1                   | Bukovyna Chernivtsi        |
| Obolon-Brovar Kyiv              | 1–1 (pro.) (1–3 pên.) | Myr Hornostayivka          |
| Arsenal-Kyivschyna Bila Tserkva | 0–1                   | FC Ternopil                |
| FC Kremin Kremenchuk            | 0–1                   | Nyva Ternopil              |
| Stal Dniprodzerzhynsk           | 1–0                   | Helios Kharkiv             |
| Enerhiya Nova Kakhovka          | 1–3                   | Desna Chernihiv            |
| MFK Mykolaiv                    | 3–2 (pro.)            | Tytan Armyansk             |
| Skala Stryi                     | 0–3                   | FC Poltava                 |

## Dezesseis Avos de Final
O sorteio foi feito no dia 4 de setembro de 2013.
| Time 1                | Resultado  | Time 2                |
| --------------------- | ---------- | --------------------- |
| 25 de setembro        |            |                       |
| Slavutych Cherkasy    | 3–1        | Tavriya Simferopol    |
| Shakhtar Sverdlovsk   | 3–1        | Myr Hornostayivka     |
| Hoverla Uzhhorod      | 0–1        | Arsenal Kyiv          |
| PFC Oleksandria       | 1–4 (pro.) | Metalist Kharkiv      |
| FC Ternopil           | 4–3 (pro.) | FC Poltava            |
| Avanhard Kramatorsk   | 3–1 (pro.) | Zorya Luhansk         |
| Karpaty Lviv          | 1–0        | FC Sevastopol         |
| Dynamo Kyiv           | 3–2        | Metalurh Donetsk      |
| Enerhiya Mykolaiv     | 0–4        | Chornomorets Odessa   |
| Bukovyna Chernivtsi   | 0–2        | Dnipro Dnipropetrovsk |
| Illichivets Mariupol  | 0–3        | Shakhtar Donetsk      |
| Stal Dniprodzerzhynsk | 1–2        | Metalurh Zaporizhya   |
| Hirnyk Kryvyi Rih     | 1–2 (pro.) | Desna Chernihiv       |
| MFK Mykolaiv          | 2–1 (pro.) | Zirka Kirovohrad      |
| Vorskla Poltava       | 2–1 (pro.) | Volyn Lutsk           |
| 26 de setembro        |            |                       |
| Nyva Ternopil         | 3–0        | UkrAhroKom Pryiutivka |

## Oitavas de Final
O sorteio foi no dia 27 de setembro de 2013.
| Time 1              | Resultado             | Time 2                |
| ------------------- | --------------------- | --------------------- |
| 29 de outubro       |                       |                       |
| Nyva Ternopil       | w/o                   | Arsenal Kyiv          |
| MFK Mykolaiv        | 0–3                   | Shakhtar Donetsk      |
| 30 de outubro       |                       |                       |
| Shakhtar Sverdlovsk | 0–4                   | Dynamo Kyiv           |
| Desna Chernihiv     | 1–1 (pro.) (5–4 pên.) | Metalurh Zaporizhya   |
| Slavutych Cherkasy  | 1–0                   | Avanhard Kramatorsk   |
| FC Ternopil         | 1–1 (pro.) (3–1 pên.) | Vorskla Poltava       |
| Karpaty Lviv        | 0–2                   | Metalist Kharkiv      |
| Chornomorets Odessa | w/o(1)                | Dnipro Dnipropetrovsk |

Nota
↑(1)  Dnipro não chegou em Odessa devido ao nevoeiro que obrigou o fechamento do aeroporto. Em 21 de novembro, o Comitê Disciplinário da Federação de Futebol da Ucrânia multou o Dnipro em 75.000 hryvnias e excluiu a equipe da competição.

## Quartas de Final
O sorteio foi no dia 23 de janeiro de 2014. As partidas foram disputadas no dia 26 de março de 2014.
| Time 1             | Resultado             | Time 2              |
| ------------------ | --------------------- | ------------------- |
| Slavutych Cherkasy | 1–1 (pro.) (4–3 pên.) | Nyva Ternopil       |
| Metalist Kharkiv   | 2–3                   | Dynamo Kyiv         |
| FC Ternopil        | 0–1                   | Chornomorets Odessa |
| Desna Chernihiv    | 0–2                   | Shakhtar Donetsk    |

## Semifinais
O sorteio foi no dia 2 de abril de 2014. As partidas foram disputadas no dia 7 de maio de 2014.
| Time 1             | Resultado  | Time 2              |
| ------------------ | ---------- | ------------------- |
| Slavutych Cherkasy | 0–3 (pro.) | Shakhtar Donetsk    |
| Dynamo Kyiv        | 4–0        | Chornomorets Odessa |

## Final
A final seria disputada no Estádio Metalist, em Kharkiv, mas foi movida para o Estádio Oleksiy Butovsky Vorskla, em Poltava.
| 15 de maio de 2014 | Dynamo Kyiv                        | 2 – 1  | Shakhtar Donetsk | Estádio Oleksiy Butovsky Vorskla, Poltava         |
| 20:00 (UTC+2)      | Kucher 40' (gol contra) · Vida 43' | Report | Costa 56'        | Público: 9 700 Árbitro: Yuriy Mozharovskyi (Lviv) |

| Copa da Ucrânia 2013–14          |
| -------------------------------- |
| Dynamo Kyiv Campeão (10º título) |

## Artilharia
Em negrito os jogadores ainda ativos na competição.
| Rank | Jogador           | Time             | Gols |
| ---- | ----------------- | ---------------- | ---- |
| 1    | Andriy Yarmolenko | Dynamo Kyiv      | 4    |
| 1    | Eduardo da Silva  | Shakhtar Donetsk | 4    |
| 2    | Ideye Brown       | Dynamo Kyiv      | 3    |

## Ligações Externas
- Site oficial da competição